# Gardiner (Ontario)
Pour les articles homonymes, voir Gardiner.
Gardiner est une petite communauté située dans le territoire non organisé de Cochrane, Unorganized, North Part dans le district de Cochrane dans la province de l'Ontario. Elle est située à environ 30 km au nord de Cochrane.

## Annexe